# Louis Herman Heller
Louis Herman Heller, född 11 augusti 1839 i Darmstadt, Tyskland, död 25 januari 1928 i San Francisco, USA, var en tysk-amerikansk fotograf verksam i Nordamerika under andra hälften av 1800-talet.

## Biografi
Louis Herman Heller föddes 1839, samma år som den brittiske astronomen John Herschel myntade begreppet "fotografi" ("rita med ljus"). Han emigrerade 1855, vid 16 års ålder, till USA och bosatte sig i New York. Han arbetade där initialt som assistent till den tysk-amerikanske litografen Julius Bien (1826–1909), den första stora vetenskapliga kartgravören i USA. Bland de olika projekt som Heller hjälpte Bien med kan nämnas Audubon Folios.
Heller följde med migrationen västerut till Stillahavskusten då han runt 1862 flyttade till norra Kalifornien. Han bosatte sig 1863–1864 i Yreka i Siskiyou County, nära gränsen till Oregon. Han öppnade där Yreka Photograph Gallery på Miner Street och erbjöd fotografier, ambrotyper och ferrotyper av hög klass till rimliga priser. En massiv, snidad stol användes ofta i hans studioporträtt. Dessutom fotograferade han regionens framväxande städer och samhällen, bland annat Black Bear Mine vid Salmon River, en av regionens viktigaste och mest produktiva guldgruvor.
Under sommarmånaderna reste han med en portabel fotostudio till närliggande landsbygdsområden, bland annat till Fort Jones, Rough & Ready (nuvarande Etna), Callahan, Happy Camp och Sawyers Bar. 1869 sålde han Yreka-studion till sin assistent, Jacob Hansen, och flyttade till Fort Jones, där han fortsatte arbeta fram till 1899–1900.
Heller är mest känd för sina fotografier av Modoc-kriget. Han fick dock endast ett blygsamt erkännande för dessa, i och med att han sålde sina bilder till Carleton Watkins (1829–1916), vilka senare dök upp i Frank Leslies tidskrift Illustrated Newspaper.
Han var fredsdomare i Scott Valley 1878–1879 och postmästare i Fort Jones 1894–1898. Han öppnade även ett apotek i Fort Jones, bredvid sin fotostudio.

## Modoc-kriget

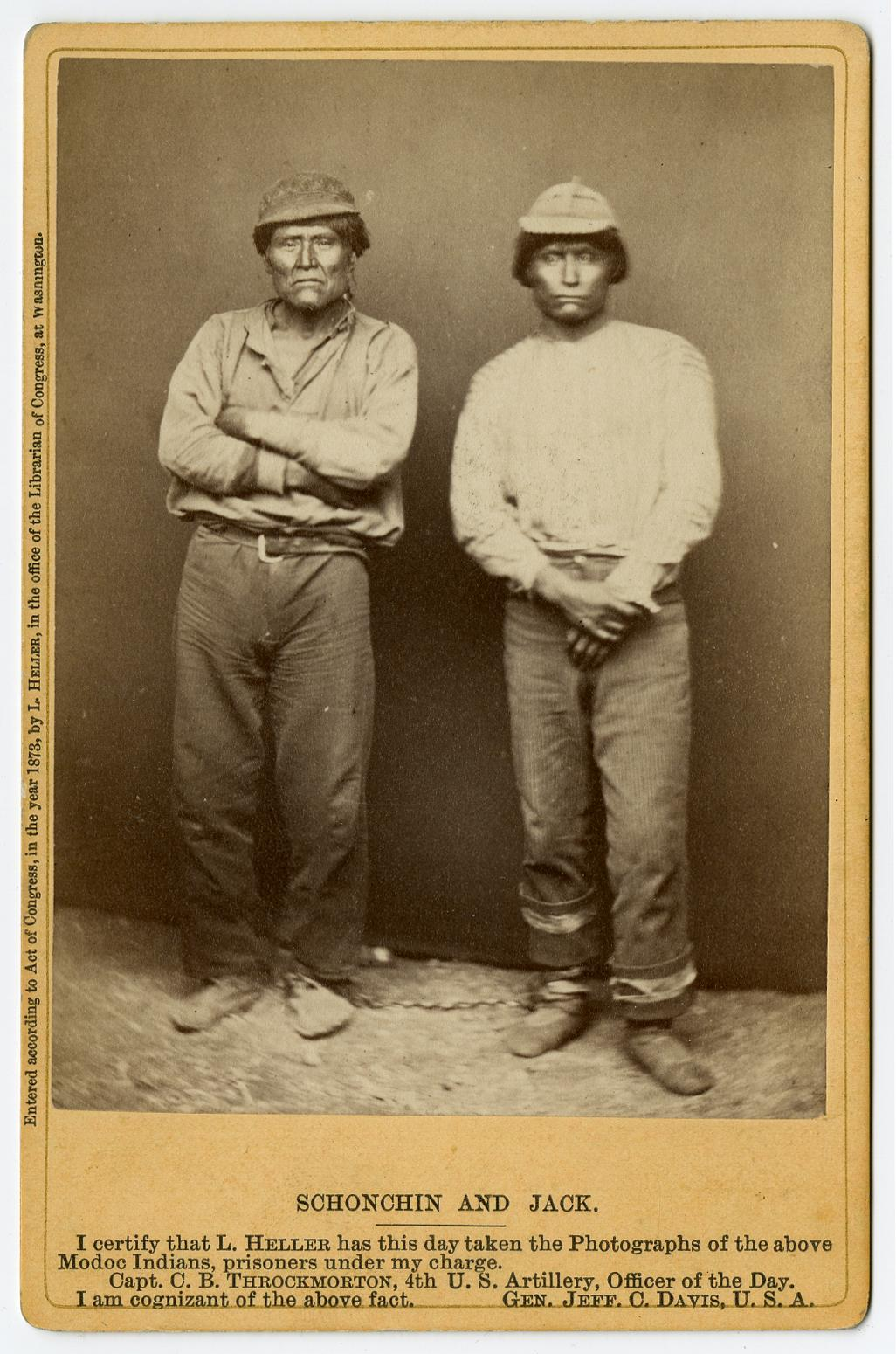
Modoc-krigarna John Schonchin och Kintpuash (Captain Jack), fotograferade i fångenskap 1873 av Louis Herman Heller.

Tre år efter att Heller flyttat till Fort Jones utbröt Modoc-kriget i östra Siskiyou County, där en Modoc-koalition ledd av hövdingen Kintpuash (Captain Jack) utkämpade ett motståndskrig mot amerikanska arméstyrkor och lokal milis. I Yreka hängdes inrikesministern, Columbus Delano. Louis Heller var där för att fånga händelsen och tog det tidigast kända fotografiet relaterat till Modoc-kriget. Strax därefter begav han sig till frontlinjen med sin stereoskopiska kamera.
Även om den brittiske fotografen Eadweard Muybridge, pionjär inom stop-motion-fotografering och filmprojektion, är den som blivit ihågkommen för att ha fotograferat Modoc-kriget, var Heller den förste som fotograferade den faktiska krigsplatsen, den förste som fick fotografier av kriget publicerade i en nationell tidskrift och den förste som fotograferade de tillfångatagna Modoc-krigarna.

## Familj
Louis Herman Heller var son till George Heller (1800–1846) och Elise Ball Heller. Han gifte sig första gången med Lucy Clinton Pleasant Faithful (1847–1893) och de fick dottern Lucinda Faith Clinton Heller Hood (1872–1933). Han gifte sig en andra gång 1889–1890 med Alice O. Daggett (1845–1921), syster till John Daggett, ägare till Black Bear Mine och löjtnantguvernör i Kalifornien 1883–1887.
Efter att Heller avslutat fotografverksamheten sålde han och Alice sitt hem (vars andra våning var fotostudion) och personliga ägodelar på auktion i augusti 1900 och flyttade till San Francisco. Innan flytten förstörde han alla sina glasplåtsnegativ, då han trodde att de inte hade något värde. Efter att Alice dött 1921 tillbringade han sina återstående år i King's Daughters' Home i San Francisco, där han dog 1929. Hans tidigare bostad i Fort Jones, känd som Fort Jones House, finns i USA:s register över historiska platser (National Register of Historic Places).